# رالی قهرمانی ایران (۱۳۹۶)
رالی قهرمانی ایران در سال ۱۳۹۶ در ۶ راند به شرح زیر برگزار می‌گردد:

## راند اول خردادماه - آیلندتهران
راند اول مسابقات رالی قهرمانی ایران در سال ۱۳۹۶ در تاریخ ۵ خرداد ماه به میزبانی استان تهران از مجموعه ورزشی تفریحی آیلند (سرزمین ایرانیان) در 35 کیلومتری آزادراه تهران - ساوه آغاز شد. این دور از مسابقات بر خلاف معمول سال‌های گذشته و البته قوانین بین‌المللی با تغییراتی به صورت لوکال مواجه شد که هدف از این تغییرات به گفته کمیته برگزاری مسابقات کاهش هزینه و صرفه جویی در زمان اجرای مسابقات بوده‌است. این مسابقه در یک مرحله LEG به صورت یکروزه در سه تست که هر کدام دو بار طی می‌شد در مسیرهای خاکی این منطقه طراحی و اجرا گردیدکه با افزایش چشمگیر شرکت کنندگان نسبت به سال گذشته مواجه گردید.

### شرکت کنندگان
| شماره خودرو | نام راننده       | نام کمک راننده (نقشه خوان) | نوع خودرو | نام تیم      |
| ----------- | ---------------- | -------------------------- | --------- | ------------ |
| ۱           | مهدی ابوترابیان  | مهدی ذهتابی                | پژو پارس  | ---          |
| ۲           | آرمان طاهردوست   | علی شیبانی                 | پژو ۲۰۶   | ستارگان سرعت |
| ۳           | میثاق قاسمی      | حامد مجد                   | پژو ۲۰۶   | ---          |
| ۴           | فرید پروین       | حسین (پیمان) فرازمند       | پژو ۲۰۶   | ستارگان سرعت |
| ۵           | علی کلهر         | کامران حاتم خانی           | کیا ریو   | سایپا        |
| ۶           | اردلان غزنوی     | شهرام برادران              | پراید ۱۱۱ | سایپا        |
| ۷           | انوشیروان عرب    | حامد خباز                  | پژو ۲۰۶   | ---          |
| ۸           | عبدالعظیم حاجیان | مسعود سجادی                | پژو ۲۰۶   | ---          |
| ۹           | شهاب پیشانیدار   | رضا نبوی                   | پژو ۴۰۵   | ---          |
| ۱۰          | حسن منتظر        | رسول آیتی                  | پژو ۲۰۶   | ---          |
| ۱۱          | صابر خسروی       | علیرضا هاشمیان             | پژو ۲۰۶   | ---          |
| ۱۲          | حنیف مبرهنی      | سپهر سعیدی                 | پژو ۲۰۶   | ---          |

### نتایج فردی
در روز مسابقه همه خودروهای ثبت نام شده در خط استارت حضور داشتند، ولی در پایان تست‌های صبح هفت خودرو با مشکل فنی مواجه شده و از ادامه مسابقه بازماندند. خودروهای زیر موفق به کسب امتیاز از راند اول مسابقات گردیدند:
| مقام              | نام راننده       | نام کمک راننده (نقشه خوان) | نوع خودرو   | نام تیم      | امتیاز کسب شده |
| ----------------- | ---------------- | -------------------------- | ----------- | ------------ | -------------- |
| مقام اول (قهرمان) | فرید پروین       | حسین (پیمان) فرازمند       | پژو ۲۰۶     | ستارگان سرعت | ۲۵             |
| مقام دوم          | علی کلهر         | کامران حاتم خانی           | کیا ریو     | سایپا        | ۱۸             |
| مقام سوم          | مهدی ابو ترابیان | مهدی ذهتابی                | پژو پارس    | ---          | ۱۵             |
| مقام چهارم        | اردلان غزنوی     | شهرام برادران              | پرایدهاچ بک | سایپا        | ۱۲             |
| مقام پنجم         | آرمان طاهردوست   | علی شیبانی                 | پژو ۲۰۶     | ستارگان سرعت | ۵              |
| مقام ششم          | عبدالعظیم حاجیان | مسعود سجادی                | پژو ۲۰۶     | ---          | ۸              |
| مقام هفتم         | انوشیروان عرب    | حامد خباز                  | پژو ۲۰۶     | ---          | ۳              |
| مقام هشتم         | میثاق قاسمی      | حامد مجد                   | پژو ۲۰۶     | ---          | ۲              |

## راند دوم تیرماه ساری
راند دوم مسابقات رالی قهرمانی کشور روز جمعه ۲۳ تیرماه به میزبانی استان مازندران در شهر ساری و در مسیرهای منحصر بفرد جنگلی این استان برگزار شد. این دور از مسابقات نیز مانند راند اول در یک مرحله LEG به صورت یکروزه در سه مسیر جنگلی سنگ بن، امره، ارزفون به بشل طراحی شده بودکه تست سوم آن به دلایلی در روز مسابقه حذف شد.

### شرکت کنندگان
| شماره خودرو | نام راننده      | نام کمک راننده (نقشه خوان) | نوع خودرو    | نام تیم            |
| ----------- | --------------- | -------------------------- | ------------ | ------------------ |
| ۱           | مهدی ابوترابیان | مسعود اسماعیل‌زاده          | پژو پارس     | قزوین              |
| ۲           | آرمان طاهردوست  | سیامک اقدسی                | پژو ۲۰۶      | ستارگان سرعت       |
| ۳           | میثاق قاسمی     | حامد مجد                   | پژو ۲۰۶      |                    |
| ۴           | فرید پروین      | حسین (پیمان) فرازمند       | پژو ۲۰۶      | ستارگان سرعت       |
| ۵           | علی کلهر        | کامران حاتم خانی           | کیا ریو      | سایپا              |
| ۶           | اردلان غزنوی    | شهرام برادران              | پراید هاچ بک | سایپا              |
| ۷           | انوشیروان عرب   | عباس قیصر                  | پژو ۲۰۶      | مازندران           |
| ۸           | حسن منتظر       | رسول آیتی                  | پژو ۲۰۶      | مازندران           |
| ۹           | صابر خسروی      | علیرضا هاشمیان             | پژو ۲۰۶      | فرش زاگرس کرمانشاه |
| ۱۰          | محسن مرادی      | علی خوشخو                  | تندر ۹۰      | فارس               |

### نتایج فردی
در روز مسابقه خودرو شماره ۱۰ از تیم فارس از ابتدا حاضر نشد و مسابقه با ۹ خودرو ادامه یافت که خودرو شماره ۹ به رانندگی صابر خسروی و کمک علیرضا هاشمیان از تیم فرش زاگرس کرمانشاه بر اثر واژگونی و خودرو شماره ۱ به رانندگی مهدی ابوترابیان و کمک مسعود اسماعیل‌زاده قهرمان سال گذشته از تیم قزوین به علت نقص فنی و عدم توانایی در کنترل خودرو و خودرو شماره ۲ به رانندگی آرمان طاهردوست و کمک سیامک اقدسی از تیم ستارگان سرعت که از شانس‌های کسب پیروزی این دوره بود به علت سرعت بالا در مسیر و خروج از مسیر اصلی از ادامه مسابقه بازماندند. نهایتاًخودروهای زیر به خط پایان رسیدند
| مقام              | نام راننده    | نام کمک راننده (نقشه خوان) | نوع خودرو   | نام تیم      | زمان مجموع |
| ----------------- | ------------- | -------------------------- | ----------- | ------------ | ---------- |
| مقام اول (قهرمان) | فرید پروین    | حسین (پیمان) فرازمند       | پژو ۲۰۶     | ستارگان سرعت | ۱:۰۰:۰۲    |
| مقام دوم          | میثاق قاسمی   | حامد مجد                   | پژو ۲۰۶     |              | ۱:۰۰:۱۹    |
| مقام سوم          | علی کلهر      | کامران حاتم خانی           | کیا ریو     | سایپا        | ۱:۰۱:۵۴    |
| مقام چهارم        | اردلان غزنوی  | شهرام برادران              | پرایدهاچ بک | سایپا        | ۱:۰۲:۰۱    |
| مقام پنجم         | انوشیروان عرب | عباس قیصر                  | پژو ۲۰۶     | مازندران     | ۱:۰۲:۰۵    |
| مقام ششم          | حسن منتظر     | رسول آیتی                  | پژو ۲۰۶     | مازندران     | ۱:۰۵:۵۸    |

### نتایج تیمی
تیم سایپا با مجموع ۱۳ امتیاز مقام اول تیمی را کسب نمود و تیم ستارگان سرعت با مجموع ۱۲امتیاز به مقام دوم رسید.

## راند سوم شهریور ماهشیراز(همزمان با رالی قهرمانی خاور میانه(MERC)
با حضور قهرمانان دوره هاي پيشين
شهاب پيشانيدار
رضا فهيم
امير رحماني
مهشاد گلشن نيا
اميد حاجيان